# Parapentacentrus formosanus
Parapentacentrus formosanus är en insektsart som beskrevs av Tokuichi Shiraki 1930. Parapentacentrus formosanus ingår i släktet Parapentacentrus och familjen syrsor. Inga underarter finns listade i Catalogue of Life.